# Hermann Geiger
Hermann Geiger (27. října 1914, Savièse - 26. srpna 1966, Sion), známý též jako Orel ze Sionu nebo Král horských pilotů byl švýcarský horský pilot a národní hrdina, průkopník letectví ve velehorách a nad horskými ledovci, zejména pokud se jednalo o dopravní a záchranné lety.
Vypracoval mnoho metod, jak na lehkém letadle (speciálně pak stroji Piper Super Cub) převážet materiál a speciální způsoby jeho šetrného shozu. Byl třetím člověkem v historii, který přežil přistání na horském ledovci, a prvním, který přitom nerozbil letadlo a dokázal s ním znovu vzlétnout. Záchranným letům lehkých letadel dal úplně jiný rozměr, když vypracoval speciální techniku, jak s nimi přistávat a zase pak startovat na svazích horských ledovců a naučil ji své kolegy. Později vyvinul techniku letecké dopravy porouchaných letadel z ledovce - jejich zapřažení za jiné letadlo, start s nimi a jejich odtažení na letiště.
Jako pilot-záchranář absolvoval přes 600 záchranných letů s letounem Piper nebo helikoptérami, leckdy za neuvěřitelně těžkých podmínek (v jeho vzpomínkách a denících dominuje zejména akce s helikoptérou, která vyústila v 15minutový let poslepu horským průsmykem, kdy pro nepřetržitý řetězec oslňujících blesků neviděl ani okolí ani přístroje). Natolik převyšoval své kolegy, že pokud byla letecká záchranná služba žádána o zásah a z důvodu špatného počasí odmítla, bývalo často voláno ještě speciálně jemu. Několikráte se mu stalo, že na misi, na kterou obvykle létaly stroje dva (druhý jako záložní a pozorovací), odstartoval sám, protože se nenašel pilot, který by ho mohl následovat.
V roce 1958 hrál sám sebe v polodokumentárním filmu SOS-Gletscherpilot.
Osud si s ním na závěr krutě zažertoval. Letoun muže, který absolvoval desítky letů za natolik obtížných podmínek, že to někdy až hraničilo se sebevraždou, se 26. srpna 1966 při startu za ideálního počasí srazil s přistávajícím větroněm a zřítil se. Hermann Geiger zemřel na následky smrtelných zranění během převozu do nemocnice na palubě téže helikoptéry, se kterou jako pilot podnikal své záchranné mise. Na jeho pohřbu se sešli tisíce lidí včetně nejvyšších státních představitelů Švýcarska.